# Dolenjske Toplice
Dolenjske Toplice là một khu tự quản ở đông nam Slovenia. Khu vực này thuộc khu vực Hạ Carniola. Dolenjske Toplice có diện tích km2, dân số là người (năm). Thị xã nổi tiếng với các khu vực tắm nhiệt được thiết lập năm 1658 bởi các công tước Auersperd.